# Фрэнч, Самуэль
Самуэль Гиббс Фрэнч (англ. Samuel Gibbs French; 22 ноября 1818 — 20 апреля 1910) — американский кадровый военный, впоследствии плантатор,  генерал-майор армии Конфедерации в годы Гражданской войны. Командовал дивизией Теннессийской армии.

## Ранние годы
Фрэнч родился в Нью-Джерси в 1818 году, в семье Ребекки Кларк (1790-1879) и Самуэля Фрэнча Старшего (они поженились в 1816 году). В автобиографии Фрэнч писал, что его предки были норманнами (нормандцами) и участвовали в завоевании Англии, а один из его предков, Томас Фрэнч, стал квакером и вместе с семьёй бежал от гонений в колонии. 23 июля 1680 года он высадился в Бёрлингтоне, в западном Нью-Джерси.
Фрэнч вспоминал, что в возрасте 8-ми лет он увидел в одной лавке портрет сына хозяина в форме кадета Вест-Пойнта, и так впечатлился картинкой, что пожелал сам стать кадетом. Позже он поступил в школу в Бёрлингтоне, где один из его одноклассников получил приглашение в Вест-Пойнт. Окружение семьи Фрэнчей было квакерами, которые не одобрили его намерение, но родители Фрэнча не были фанатичными членами общины, поэтому отец согласился поискать для сына протекции в Вест-Пойнт.
В 1839 году он поступил в академию Вест-Пойнт по квоте от Нью-Джерси (по протекции сенатора Гаррета Уолла), и закончил её 14-м по успеваемости в выпуске 1843 года. Ему присвоили временное звание второго лейтенанта и определили в 3-й артиллерийский полк. В 1843 он служил в форте Мэйкон в Северной Каролине, в форте Макгенри в Мэриленде (1844-1845), а затем участвовал в оккупации Техаса и войне с Мексикой. Сражаясь в армии Закари Тейлора, Фрэнч участвовал в сражениях при Пало-Альто, Ресака-де-ла-Пальма, в штурме Монтеррея и в сражении при Буэна-Виста, где был тяжело ранен. 18 июня 1846 года получил постоянное звание второго лейтенанта. Летом того года Фрэнча перевели в артиллерийскую роту Брэгга, где первыми лейтенантами служили Джордж Томас и Джон Рейнольдс.
23 сентября 1846 года получил временное звание первого лейтенанта за отличие при Монтеррее, а 23 февраля 1847 получил временное звание капитана за храбрость, проявленную в сражении при Буэна-Виста. 3 марта 1847 года его временное звание первого лейтенанта стало постоянным.
После войны Фрэнч служил в штабе квартирмейстера в Вашингтоне и Новом Орлеане. 12 января 1848 года получил постоянное звание капитана штаба. 31 мая 1856 года Фрэнч уволился из регулярной армии.

## Гражданская война
Фрэнч провёл лето 1860 года в Бостона и Канаде, а вернувшись в Миссисипи обнаружил, что общество находится на грани гражданской войны. 9 января 1861 года штат Миссисипи вышел из состава Союзе, а в середине февраля губернатор Петтус пригласил Фрэнча на разговор и сообщил ему, что Фрэнчу присвоено звание подполковник и он назначен шефом артиллерии армии Миссисипи. В октябре Фрэнч получил письмо от президента Конфедерации, который предложил ему звание бригадного генерала. После нескольких дней раздумий Фрэнч согласился и ему было присвоено это звание задним числом от 12 октября 1861 года.